# Möbelwagen
El Flak auf Fahrgestell Panzerkampfwagen IV 3.7cm (SF) (Sd.Kfz. 161 / 3), apodado 
Möbelwagen (camión de mudanzas), fue un vehículo blindado antiaéreo utilizado por el Heer, durante la Segunda Guerra Mundial.

## Características
Poseía una torreta con forma rectangular (cuando se cerraba). Fue construido sobre el chasis del Panzer IV.

## Historia
En 1943, a consecuencia de la disminución de la capacidad de combate aéreo de la Luftwaffe debido a la superioridad de los aviones enemigos, el armamento antiaéreo en tierra era cada vez más importante para el Heer. A principios de 1943, la idea de crear una plataforma antiaérea en el chasis del Panzer IV se propuso por primera vez. En el diseño inicial se utilizó una batería de cuatro cañones de 20 mm ("Flakvierling"), que se consideraba demasiado débil para los aviones de la época, que volaban a gran altura y eran más veloces, por lo que solo un prototipo de esta arma, había sido producido antes de que el diseño fuera rechazado. Un segundo diseño equipado con un FlaK 43 L/89 de 3,7 cm se aprobó temporalmente en caso de emergencia hasta que pudieran crearse un Flakpanzer mejor. Este diseño fue designado con el nombre de Flakpanzer IV y los primeros modelos de producción fueron puestos en servicio en el frente occidental en abril de 1944.
El Möbelwagen fue construido sobre chasis del Panzer IV que habían sido dañados en el Frente del Este y eran devueltos a las fábricas para su reparación. Fueron equipados con una superestructura abierta por la parte de arriba para acoplarles un cañón. Alrededor de estas, fueron instaladas cuatro planchas blindadas de 20 mm de grosor; estas planchas tenían dos posiciones: podrían reducirse por completo recorriendo 360°, lo que permitía más movilidad en el disparo pero baja protección; o podían estar medio cerradas, que en conjunto estaban ligeramente abiertas. En esta posición, tenía unas muescas que permitían al cañón plena rotación, pero solo para disparar contra objetivos que se encuentran en el aire. Sin embargo, estas dos posiciones eran extremadamente vulnerables para la tripulación. La posición completamente cerrada se utilizaba sólo para el transporte; las placas daban cierta protección a la tripulación de disparos de armas ligeras y de metralla.
Aunque el Möbelwagen estaba destinado a casos de emergencias, sirvió de antiaéreo a pelotones de las divisiones Panzer, que les fue muy efectivo en el frente occidental. A pesar de ello, fueron producidos menos de 300 de estos vehículos. Finalmente comenzaron a producirse los verdaderos Flakpanzers: los Wirbelwind y Ostwind, en los que se proporcionó a la tripulación un blindaje mejor como protección y plena rotación cuando se trataba de disparar contra objetivos terrestres o aéreos.

### Desarrollos relacionados
Desarrollo del Flakpanzer IV:
- Möbelwagen
- Wirbelwind
- Ostwind
- Kugelblitz

- Datos: Q698280
- Multimedia: Flakpanzer IV Möbelwagen / Q698280